# Ujung Tanah (Setia)
Ujung Tanah is een bestuurslaag in het regentschap Aceh Barat Daya van de provincie Atjeh, Indonesië. Ujung Tanah telt 1525 inwoners (volkstelling 2010).